# Стрельба на Универсиадах
Соревнования по стрельбе проводятся на летних Универсиадах начиная с 2007 года (за исключением летних Универсиад 2009 и 2017 годов) для мужчин и женщин в личном и командном зачёте. Начиная с летней Универсиады 2019 года проводится соревнование смешанных команд.

## Виды соревнований
|                                        | 2007    | 2011    | 2013    | 2015    | 2019    | Годы    |
| Мужчины                                | Мужчины | Мужчины | Мужчины | Мужчины | Мужчины | Мужчины |
| -------------------------------------- | ------- | ------- | ------- | ------- | ------- | ------- |
| Личный зачёт                           |         |         |         |         |         |         |
| Пневматический пистолет, 10 метров     | X       | X       | X       | X       | X       | 5       |
| Пневматическая винтовка, 10 метров     | X       | X       | X       | X       | X       | 5       |
| Скоростной пистолет, 25 метров         | X       | X       | X       | X       |         | 4       |
| Стандартный пистолет, 25 метров        | X       | X       | X       | X       |         | 4       |
| Пистолет, 50 метров                    | X       | X       | X       | X       |         | 4       |
| Винтовка с трёх позиций, 50 метров     | X       | X       | X       | X       |         | 4       |
| Винтовка лёжа, 50 метров               | X       | X       | X       | X       |         | 4       |
| Скит                                   | X       | X       | X       | X       | X       | 5       |
| Трап                                   | X       | X       | X       | X       | X       | 5       |
| Дубль-трап                             | X       | X       | X       | X       |         | 4       |
| Движущаяся мишень, 10 метров           | X       |         |         |         |         | 1       |
| Смешанная движущаяся мишень, 10 метров | X       |         |         |         |         | 1       |
| Командный зачёт                        |         |         |         |         |         |         |
| Пневматический пистолет, 10 метров     | X       | X       | X       | X       |         | 4       |
| Пневматическая винтовка, 10 метров     | X       | X       | X       | X       | X       | 5       |
| Скоростной пистолет, 25 метров         | X       | X       | X       | X       |         | 4       |
| Стандартный пистолет, 25 метров        | X       | X       | X       | X       |         | 4       |
| Пистолет, 50 метров                    | X       | X       | X       | X       |         | 4       |
| Винтовка с трёх позиций, 50 метров     | X       | X       | X       | X       |         | 4       |
| Винтовка лёжа, 50 метров               | X       | X       | X       | X       |         | 4       |
| Скит                                   | X       | X       | X       | X       |         | 4       |
| Трап                                   | X       | X       | X       | X       |         | 4       |
| Дубль-трап                             | X       | X       | X       | X       |         | 4       |
| Движущаяся мишень, 10 метров           | X       |         |         |         |         | 1       |
| Смешанная движущаяся мишень, 10 метров | X       |         |         |         |         | 1       |
| Женщины                                |         |         |         |         |         |         |
| Личный зачёт                           |         |         |         |         |         |         |
| Пневматический пистолет, 10 метров     | X       | X       | X       | X       | X       | 5       |
| Пневматическая винтовка, 10 метров     | X       | X       | X       | X       | X       | 5       |
| Пистолет, 25 метров                    | X       | X       | X       | X       |         | 4       |
| Винтовка с трёх позиций, 50 метров     | X       | X       | X       | X       |         | 4       |
| Винтовка лёжа, 50 метров               | X       | X       | X       | X       |         | 4       |
| Скит                                   | X       | X       | X       | X       | X       | 5       |
| Трап                                   | X       | X       | X       | X       | X       | 5       |
| Дубль-трап                             | X       | X       |         |         |         | 2       |
| Командный зачёт                        |         |         |         |         |         |         |
| Пневматический пистолет, 10 метров     | X       | X       | X       | X       |         | 4       |
| Пневматическая винтовка, 10 метров     | X       | X       | X       | X       | X       | 5       |
| Пистолет, 25 метров                    | X       | X       | X       | X       |         | 4       |
| Винтовка с трёх позиций, 50 метров     | X       | X       | X       | X       |         | 4       |
| Винтовка лёжа, 50 метров               | X       | X       | X       | X       |         | 4       |
| Скит                                   | X       | X       | X       | X       |         | 4       |
| Трап                                   | X       | —       | X       | X       |         | 3       |
| Дубль-трап                             | X       | —       |         |         |         | 3       |
| Смешанные команды (микст)              |         |         |         |         |         |         |
| Пневматическая винтовка, 10 метров     |         |         |         |         | X       | 1       |
| Пневматический пистолет, 10 метров     |         |         |         |         | X       | 1       |
| Трап                                   |         |         |         |         | X       | 1       |
|                                        |         |         |         |         |         |         |
| Всего                                  | 40      | 34      | 34      | 34      | 13      |         |

## Призёры соревнований

### Мужчины

#### Личный зачёт

##### Пневматический пистолет, 10 метров
| Год  | Золото               | Серебро     | Бронза              |
| ---- | -------------------- | ----------- | ------------------- |
| 2007 | Леонид Екимов        | Ha Gil-yong | Lee Dae-myung       |
| 2011 | Lee Dae-Myung        | Pang Wei    | Kim Geun-Bok        |
| 2013 | Mai Jiajie           | Pang Wei    | Pavel Světlík       |
| 2015 | Enkhtaivan Davaakhuu | Ван Чживэй  | Jang Ha-lim         |
| 2019 | Park Dae-hun         | Zhang Bowen | Sajjad Pourhosseini |

##### Пневматическая винтовка, 10 метров
| Год  | Золото            | Серебро          | Бронза            |
| ---- | ----------------- | ---------------- | ----------------- |
| 2007 | Tino Mohaup       | Siergiej Krugłow | Никколо Камприани |
| 2011 | Никколо Камприани | Yu Jae Chul      | Gong Jiawei       |
| 2013 | Liu Zhiguo        | Назар Лугинец    | Sergei Kruglov    |
| 2015 | Liu Zhiguo        | Yang Haoran      | Park Sung-hyun    |
| 2019 | Patrik Jány       | Park Ha-jun      | Evgenii Panchenko |

##### Скоростной пистолет, 25 метров
| Год  | Золото         | Серебро         | Бронза           |
| ---- | -------------- | --------------- | ---------------- |
| 2007 | Marcel Goelden | Леонид Екимов   | Piotr Daniluk    |
| 2011 | Дин Фэн        | Zhou Zhiguo     | Li Yuehong       |
| 2013 | Boris Artaud   | Леонид Екимов   | Дин Фэн          |
| 2015 | Chen Kehan     | Nikita Sukhanov | Jean Quiquampoix |

##### Стандартный пистолет, 25 метров
| Год  | Золото            | Серебро        | Бронза            |
| ---- | ----------------- | -------------- | ----------------- |
| 2007 | Balazs Adrian Pal | Marcel Goelden | Леонид Екимов     |
| 2011 | Дин Фэн           | Zhou Zhiguo    | Dmitry Brayko     |
| 2013 | Леонид Екимов     | Li Yuehong     | Clément Bessaguet |
| 2015 | Jean Quiquampoix  | Ван Чживэй     | Dmitry Brayko     |

##### Пистолет, 50 метров
| Год  | Золото        | Серебро        | Бронза        |
| ---- | ------------- | -------------- | ------------- |
| 2007 | Леонид Екимов | Иван Рыбовалов | Lee Dae-myung |
| 2011 | Lee Dae-myung | Дамир Микец    | Mai Jiajie    |
| 2013 | Pang Wei      | Seo Deok-won   | Mai Jiajie    |
| 2015 | Park Dae-hun  | Rinat Aiupov   | Ван Чживэй    |

##### Винтовка с трёх позиций, 50 метров
| Год  | Золото            | Серебро          | Бронза           |
| ---- | ----------------- | ---------------- | ---------------- |
| 2007 | Jurij Jurkow      | Milenko Sebić    | Damian Kontny    |
| 2011 | Никколо Камприани | Kang Hongwei     | Сергей Каменский |
| 2013 | Назар Лугинец     | Kang Hongwei     | Tomasz Bartnik   |
| 2015 | Yang Haoran       | Кирилл Григорьян | Alexis Raynaud   |

##### Винтовка лёжа, 50 метров
| Год  | Золото               | Серебро           | Бронза            |
| ---- | -------------------- | ----------------- | ----------------- |
| 2007 | Maksym Komirenko     | Adam Gładyszewski | Chen Qiulong      |
| 2011 | Yury Shcherbatsevich | Cao Yifei         | Alexandr Yermakov |
| 2013 | Сергей Каменский     | Kang Hongwei      | Kim Hyeon-jun     |
| 2015 | Кирилл Григорьян     | Bartosz Jasiecki  | Yang Haoran       |

##### Скит
| Год  | Золото               | Серебро               | Бронза                |
| ---- | -------------------- | --------------------- | --------------------- |
| 2007 | Andreas Chasikos     | Nikolay Pil'shelnikov | Ralf Buhheim          |
| 2011 | Giancarlo Tazza      | Ralf Buhheim          | Gorden Gosch          |
| 2013 | Tomáš Nýdrle         | Tammaro Cassandro     | Якуб Томечек          |
| 2015 | Menelaos Michaelides | Alexander Bondar      | Michael Palmieri      |
| 2019 | Nicolas Vasiliou     | Timi Vallioniemi      | Angad Vir Singh Bajwa |

##### Трап
| Год  | Золото           | Серебро          | Бронза                  |
| ---- | ---------------- | ---------------- | ----------------------- |
| 2007 | Lorenzo Prosperi | Yuriy Nikandrov  | Jozef Hupka             |
| 2011 | Marco Panizza    | Jakub Trzebinski | Simone Lorenzo Prosperi |
| 2013 | Yuriy Nikandrov  | Valerio Grazini  | Simone Prosperi         |
| 2015 | Valerio Grazini  | Filip Marinov    | Yavuz İlnam             |
| 2019 | Yang Kun-pi      | Filip Marinov    | Adrián Drobný           |

##### Дубль-трап
| Год  | Золото             | Серебро           | Бронза              |
| ---- | ------------------ | ----------------- | ------------------- |
| 2007 | Alexander Furasyev | Athimet Khamgasem | Mikail Leybo        |
| 2011 | Alexander Furasyev | Pan Qiang         | Hwang Sung Jin      |
| 2013 | Antonino Barillà   | Yang Yiyang       | Mikhail Leibo       |
| 2015 | Andrea Vescovi     | Artem Nekrasov    | Alessandro Chianese |

##### Движущаяся мишень, 10 метров
| Год  | Золото  | Серебро       | Бронза                |
| ---- | ------- | ------------- | --------------------- |
| 2007 | Gan Lin | Łukasz Czapla | Владислав Прянишников |

##### Смешанная движущаяся мишень, 10 метров
| Год  | Золото          | Серебро       | Бронза           |
| ---- | --------------- | ------------- | ---------------- |
| 2007 | Dmitrij Romanow | Łukasz Czapla | Maksim Stiepanow |

#### Командный зачёт

##### Пневматический пистолет, 10 метров
| Год  | Золото           | Серебро  | Бронза  |
| ---- | ---------------- | -------- | ------- |
| 2007 | Республика Корея | Россия   | Украина |
| 2011 | Республика Корея | Китай    | Россия  |
| 2013 | Республика Корея | Китай    | Россия  |
| 2015 | Республика Корея | Монголия | Россия  |

##### Пневматическая винтовка, 10 метров
| Год  | Золото | Серебро          | Бронза           |
| ---- | ------ | ---------------- | ---------------- |
| 2007 | Россия | Республика Корея | Германия         |
| 2011 | Италия | Китай            | Россия           |
| 2013 | Китай  | Россия           | Республика Корея |
| 2015 | Китай  | Республика Корея | Индия            |
| 2019 | Китай  | Иран             | Словакия         |

##### Скоростной пистолет, 25 метров
| Год  | Золото | Серебро          | Бронза    |
| ---- | ------ | ---------------- | --------- |
| 2007 | Россия | Республика Корея | Казахстан |
| 2011 | Китай  | Франция          | Россия    |
| 2013 | Россия | Республика Корея | Франция   |
| 2015 | Россия | Республика Корея | Индия     |

##### Стандартный пистолет, 25 метров
| Год  | Золото  | Серебро   | Бронза           |
| ---- | ------- | --------- | ---------------- |
| 2007 | Россия  | Казахстан | Таиланд          |
| 2011 | Китай   | Россия    | Таиланд          |
| 2013 | Китай   | Россия    | Республика Корея |
| 2015 | Франция | Китай     | Россия           |

##### Пистолет, 50 метров
| Год  | Золото           | Серебро          | Бронза           |
| ---- | ---------------- | ---------------- | ---------------- |
| 2007 | Россия           | Украина          | Республика Корея |
| 2011 | Китай            | Республика Корея | Польша           |
| 2013 | Россия           | Республика Корея | Китай            |
| 2015 | Республика Корея | Россия           | Монголия         |

##### Винтовка с трёх позиций, 50 метров
| Год  | Золото | Серебро   | Бронза |
| ---- | ------ | --------- | ------ |
| 2007 | Китай  | Казахстан | Россия |
| 2011 | Китай  | Франция   | Россия |
| 2013 | Китай  | Россия    | Сербия |
| 2015 | Китай  | Франция   | Россия |

##### Винтовка лёжа, 50 метров
| Год  | Золото   | Серебро  | Бронза           |
| ---- | -------- | -------- | ---------------- |
| 2007 | Германия | Украина  | Китай            |
| 2011 | Беларусь | Монголия | Швеция           |
| 2013 | Китай    | Польша   | Россия           |
| 2015 | Франция  | Польша   | Республика Корея |

##### Скит
| Год  | Золото | Серебро | Бронза    |
| ---- | ------ | ------- | --------- |
| 2007 | Италия | Кипр    | Китай     |
| 2011 | Чехия  | Россия  | Кипр      |
| 2013 | Россия | Италия  | Чехия     |
| 2015 | Россия | Италия  | Казахстан |

##### Трап
| Год  | Золото | Серебро | Бронза   |
| ---- | ------ | ------- | -------- |
| 2007 | Италия | Чехия   | —        |
| 2011 | Италия | Китай   | Польша   |
| 2013 | Италия | Чехия   | Словакия |
| 2015 | Турция | Италия  | Словакия |

##### Дубль-трап
| Год  | Золото | Серебро | Бронза           |
| ---- | ------ | ------- | ---------------- |
| 2007 | Россия | Италия  | Китайский Тайбэй |
| 2011 | Китай  | Россия  | Италия           |
| 2013 | Россия | Италия  | Китай            |
| 2015 | Италия | Россия  | Индия            |

##### Движущаяся мишень, 10 метров
| Год  | Золото | Серебро | Бронза |
| ---- | ------ | ------- | ------ |
| 2007 | Россия | —       | —      |

##### Смешанная движущаяся мишень, 10 метров
| Год  | Золото | Серебро | Бронза  |
| ---- | ------ | ------- | ------- |
| 2007 | Россия | Китай   | Украина |

### Женщины

#### Личный зачёт

##### Пневматический пистолет, 10 метров
| Год  | Золото          | Серебро                | Бронза         |
| ---- | --------------- | ---------------------- | -------------- |
| 2007 | Sarao Harveen   | Елена Костевич         | Kira Mozgałowa |
| 2011 | Harveen Srao    | Tanyaporn Prucksakorn  | Елена Костевич |
| 2013 | Любовь Яскевич  | Tanyaporn Prucksakorn  | Su Yuling      |
| 2015 | Han Ji-young    | Princhuda Methaweewong | Wu Chia-ying   |
| 2019 | Dorsa Arabshahi | Hanieh Rostamian       | Ким Минджон    |

##### Пневматическая винтовка, 10 метров
| Год  | Золото          | Серебро            | Бронза                 |
| ---- | --------------- | ------------------ | ---------------------- |
| 2007 | Manuela Felix   | Liao Sha           | Wang Qinqin            |
| 2011 | Петра Зубласинг | Lisa Ungerank      | Manuela Christel Felix |
| 2013 | Maren Prediger  | Юй Дань            | Nandinzaya Gankhuyag   |
| 2015 | Najmeh Khedmati | Gabriela Vognarová | Ивана Максимович       |
| 2019 | Lucie Brázdová  | Elavenil Valarivan | Lin Ying-shin          |

##### Пистолет, 25 метров
| Год  | Золото                | Серебро              | Бронза                |
| ---- | --------------------- | -------------------- | --------------------- |
| 2007 | Wang Jieyi            | Munkhzul Tsogbadrakh | Виктория Чайка        |
| 2011 | Tanyaporn Prucksakorn | Зорана Арунович      | Елена Костевич        |
| 2013 | Елена Костевич        | Anna Mastianina      | Tanyaporn Prucksakorn |
| 2015 | Kim Ji-hye            | Zhou Qingyuan        | Lin Yuemei            |

##### Винтовка с трёх позиций, 50 метров
| Год  | Золото              | Серебро                  | Бронза           |
| ---- | ------------------- | ------------------------ | ---------------- |
| 2007 | Wang Qinqin         | Daniela Peskova          | Agnieszka Staroń |
| 2011 | Адела Сикорова      | Chuluunbadrakh Narantuya | Kata Veres       |
| 2013 | Ma Hong             | Kwon Na-ra               | Li Peijing       |
| 2015 | Laura-Georgeta Ilie | Valentina Protasova      | Najmeh Khedmati  |

##### Винтовка лёжа, 50 метров
| Год  | Золото             | Серебро                 | Бронза              |
| ---- | ------------------ | ----------------------- | ------------------- |
| 2007 | Natalija Czepurina | Regin Time              | Wang Qinqin         |
| 2011 | Li Peijing         | Wang Chengyi            | Marli Vlok          |
| 2013 | Mai Toishi         | Thanyalak Chotphibunsin | Jana Hyblerová      |
| 2015 | Mahlagha Jambozorg | Kim Mi-so               | Sununta Majchacheep |

##### Скит
| Год  | Золото                 | Серебро               | Бронза             |
| ---- | ---------------------- | --------------------- | ------------------ |
| 2007 | Chen Weiwei            | Sutiya Jiewchaloemmit | Kim Ae-kyum        |
| 2011 | Monika Zemkova         | Данка Бартекова       | Yu Xiumin          |
| 2013 | Isarapa Imprasertsuk   | Huang Sixue           | Альбина Шакирова   |
| 2015 | Libuše Jahodová        | Natalia Vinogradova   | Maria Meleshchenko |
| 2019 | Chiara Di Marziantonio | Zoya Kravchenko       | Hana Adámková      |

##### Трап
| Год  | Золото               | Серебро             | Бронза              |
| ---- | -------------------- | ------------------- | ------------------- |
| 2007 | Зузана Штефечекова   | Marina Sauzet       | Weisa Yang          |
| 2011 | Jana Beckmann        | Catherine Skinner   | Kang Gee-Eun        |
| 2013 | Catherine Skinner    | Silvana Stanco      | Zhang Dandan        |
| 2015 | Silvana Maria Stanco | Federica Caporsucio | Catherine Skinner   |
| 2019 | Liu Wan-yu           | Fiammetta Rossi     | Sarsenkul Rysbekova |

##### Дубль-трап
| Год  | Золото               | Серебро            | Бронза             |
| ---- | -------------------- | ------------------ | ------------------ |
| 2007 | Janejira Srisongkram | Rachel Parisch     | Зузана Штефечекова |
| 2011 | Yang Xiaohui         | Mariya Dmitriyenko | Hsu Jie-yu         |

#### Командный зачёт

##### Пневматический пистолет, 10 метров
| Год  | Золото  | Серебро          | Бронза  |
| ---- | ------- | ---------------- | ------- |
| 2007 | Украина | Республика Корея | Индия   |
| 2011 | Индия   | Россия           | Украина |
| 2013 | Россия  | Республика Корея | Таиланд |
| 2015 | Китай   | Таиланд          | Россия  |

##### Пневматическая винтовка, 10 метров
| Год  | Золото | Серебро          | Бронза |
| ---- | ------ | ---------------- | ------ |
| 2007 | Китай  | Германия         | Россия |
| 2011 | Китай  | Республика Корея | Россия |
| 2013 | Россия | Монголия         | Китай  |
| 2015 | Китай  | Сербия           | Иран   |
| 2019 | Польша | Китайский Тайбэй | Индия  |

##### Пистолет, 25 метров
| Год  | Золото           | Серебро          | Бронза  |
| ---- | ---------------- | ---------------- | ------- |
| 2007 | Китай            | Россия           | Украина |
| 2011 | Украина          | Республика Корея | Китай   |
| 2013 | Россия           | Украина          | Китай   |
| 2015 | Республика Корея | Таиланд          | Россия  |

##### Винтовка с трёх позиций, 50 метров
| Год  | Золото | Серебро  | Бронза           |
| ---- | ------ | -------- | ---------------- |
| 2007 | Чехия  | Германия | Таиланд          |
| 2011 | Китай  | Франция  | Чехия            |
| 2013 | Китай  | Россия   | Казахстан        |
| 2015 | Китай  | Иран     | Республика Корея |

##### Винтовка лёжа, 50 метров
| Год  | Золото    | Серебро | Бронза  |
| ---- | --------- | ------- | ------- |
| 2007 | Таиланд   | Китай   | Россия  |
| 2011 | Китай     | Россия  | Таиланд |
| 2013 | Казахстан | Таиланд | Украина |
| 2015 | Таиланд   | Китай   | Иран    |

##### Скит
| Год  | Золото | Серебро          | Бронза    |
| ---- | ------ | ---------------- | --------- |
| 2007 | Китай  | Республика Корея | Россия    |
| 2011 | Китай  | —                | —         |
| 2013 | Россия | Таиланд          | Казахстан |
| 2015 | Чехия  | Россия           | Казахстан |

##### Трап
| Год  | Золото | Серебро | Бронза    |
| ---- | ------ | ------- | --------- |
| 2007 | Китай  | Италия  | Таиланд   |
| 2011 | —      |         |           |
| 2013 | Италия | Россия  | Китай     |
| 2015 | Италия | Россия  | Австралия |

##### Дубль-трап
| Год  | Золото           | Серебро | Бронза |
| ---- | ---------------- | ------- | ------ |
| 2007 | Китайский Тайбэй | Таиланд | —      |

### Смешанные команды (микст)

##### Пневматическая винтовка, 10 метров
| Год  | Золото                                   | Серебро                                     | Бронза                                     |
| ---- | ---------------------------------------- | ------------------------------------------- | ------------------------------------------ |
| 2019 | Иран · Mahyar Sedaghat · Najmeh Khedmati | Республика Корея · Nam Tae-yun · Seo Ji-woo | Россия · Evgenii Panchenko · Maria Ivanova |

##### Пневматический пистолет, 10 метров
| Год  | Золото                                   | Серебро                                        | Бронза                                       |
| ---- | ---------------------------------------- | ---------------------------------------------- | -------------------------------------------- |
| 2019 | Китайский Тайбэй Kuo Kuan-ting Yu Ai-wen | Республика Корея · Park Dae-hun · Kim Min-jung | Италия · Dario Di Martino · Maria Varricchio |

##### Трап
| Год  | Золото                                       | Серебро                                 | Бронза                                     |
| ---- | -------------------------------------------- | --------------------------------------- | ------------------------------------------ |
| 2019 | Италия · Simone D'Ambrosio · Fiammetta Rossi | Китайский Тайбэй Yang Kun-pi Liu Wan-yu | Испания · Aitor Carmona · Cristina Beltrán |

## Медальный зачёт
суммарно медали для страны во всех видах соревнований
| Место           | Страна           | Золото | Серебро | Бронза | Всего |
| --------------- | ---------------- | ------ | ------- | ------ | ----- |
| 1               | Китай            | 40     | 28      | 24     | 92    |
| 2               | Россия           | 26     | 29      | 30     | 85    |
| 3               | Италия           | 19     | 11      | 7      | 37    |
| 4               | Республика Корея | 12     | 20      | 15     | 47    |
| 5               | Чехия            | 8      | 2       | 5      | 15    |
| 6               | Украина          | 6      | 6       | 8      | 20    |
| 7               | Германия         | 6      | 5       | 5      | 16    |
| 8               | Таиланд          | 5      | 10      | 8      | 23    |
| 9               | Франция          | 4      | 5       | 4      | 13    |
| 10              | Иран             | 4      | 3       | 4      | 11    |
| 11              | Словакия         | 3      | 4       | 7      | 14    |
| 12              | Китайский Тайбэй | 3      | 2       | 3      | 8     |
| 13              | Индия            | 3      | 1       | 6      | 10    |
| 14              | Кипр             | 3      | 1       | 1      | 5     |
| 15              | Казахстан        | 2      | 5       | 7      | 14    |
| 16              | Беларусь         | 2      | 0       | 1      | 3     |
| 17              | Польша           | 1      | 7       | 5      | 13    |
| 18              | Монголия         | 1      | 5       | 2      | 8     |
| 19              | Австралия        | 1      | 1       | 2      | 4     |
| 20              | Венгрия          | 1      | 0       | 1      | 2     |
| 20              | Румыния          | 1      | 0       | 1      | 2     |
| 20              | Турция           | 1      | 0       | 1      | 2     |
| 23              | Япония           | 1      | 0       | 0      | 1     |
| 24              | Сербия           | 0      | 4       | 2      | 6     |
| 25              | Австрия          | 0      | 1       | 0      | 1     |
| 25              | Великобритания   | 0      | 1       | 0      | 1     |
| 25              | Финляндия        | 0      | 1       | 0      | 1     |
| 28              | Испания          | 0      | 0       | 1      | 1     |
| 28              | Швеция           | 0      | 0       | 1      | 1     |
| 28              | ЮАР              | 0      | 0       | 1      | 1     |
| Всего стран: 30 | Всего стран: 30  | 153    | 152     | 152    | 457   |